# Чернявская, Алеся Геннадьевна
Алеся Геннадьевна Чернявская (бел. Алеся Генадзьеўна Чарняўская, англ. Alecia Charniauskaya) (23 января 1978, Минск) — белорусская таэквондистка, чемпионка Европы, победительница Кубка мира, многократный призёр первенств планеты по таэквондо. Мастер спорта международного класса Республики Беларусь по таэквондо, чёрный пояс 5-й дан, высшая тренерская категория.

## Биография
В детстве занималась художественной гимнастикой у тренера Татьяны Ненашевой. В 1991 году стала заниматься в секции таэквондо; первый тренер — Игорь Николаевич Рамашкевич.
В 1999 году закончила БГУФК (факультет оздоровительной физической культуры и туризма).
В 2005 участвовала в фотосессии «Королева спорта».
В 2009 году входила в ТОП—20 спортсменов таэквондо, по выступлениям на международной арене.

## Достижения
Бронза на первенстве Европы среди юниоров 1994 г.

Обладательница третьего места чемпионатов Европы 1998 и 2002 гг.
 
Бронзовый призёр мирового первенства 2001 г.
 
Обладательница «серебра» на чемпионатах Европы 2000 и 2002 гг.

Обладательница «серебра» на чемпионате мира среди военнослужащих 2002 г.,
 
Победитель Кубка мира 2000 г.
 
Победитель чемпионата Европы  2004 г.

Серебро на Всемирной Универсиаде — 2005 г.